# Евдаковский район
Евдаковский район — административно-территориальная единица в составе Воронежской области РСФСР, существовавшая в 1935—1963 годах.
Административный центр — посёлок Каменка.
Район был образован 18 января 1935 года из сельсоветов бывшего Каменского района Центрально-Чернозёмной области, который 1 февраля 1933 года был поглощён Острогожским и Лискинским районами.
Национальный состав района по данным переписи населения 1939 года: русские — 65,9 % или 26 145 чел., украинцы — 33,3 % или 13 204 чел.
1 февраля 1963 года Евдаковский район был расформирован, его территория вошла в состав Подгоренского, Острогожского и Лискинского районов. 
10 апреля 1973 года Каменский район был вновь образован.